# Dieter Dörr (Wasserspringer)
Dieter Dörr (* 6. August 1957 in Burgsinn) ist ein ehemaliger deutscher Wasserspringer, der 1985 Europameisterschaftsdritter war.

## Sportliche Karriere
Dieter Dörr begann 1970 mit dem Wasserspringen, als er von Burgsinn nach Gelnhausen zog. Von 1978 bis 1983 gewann er sechs Deutsche Meistertitel vom Dreimeterbrett. Vom Zehnmeterturm war er von 1976 bis 1978 und von 1983 bis 1985 Deutscher Meister. Insgesamt gewann Dörr als Aktiver 39 deutsche Meistertitel.
Bei den Olympischen Spielen 1976 konnte sich Dörr weder vom Brett noch vom Turm für das Finale qualifizieren. 1977 war er Siebter der Europameisterschaften in Jönköping. Bei den Weltmeisterschaften 1978 in Berlin erreichte er den sechsten Platz vom Turm und den siebten Platz vom Brett. 1981 belegte Dörr bei den Europameisterschaften in Split den fünften Platz vom Turm und den sechsten Platz vom Brett. Bei den Weltmeisterschaften 1982 in Guayaquil erreichte Dörr den achten Platz vom Turm. 1983 war er Neunter vom Brett und Elfter vom Turm bei den Europameisterschaften in Rom.
Nachdem Dörr 1980 wegen des Olympiaboykotts seine zweite Olympiateilnahme verpasst hatte, erreichte er bei den Olympischen Spielen 1984 den zehnten Platz vom Brett und den sechsten Platz vom Turm. 1985 gewann Dörr seine einzige internationale Medaille, als er bei den Europameisterschaften in Sofia die Bronzemedaille hinter Nikolai Droschin aus der Sowjetunion und dem Bulgaren Petar Georgiew ersprang.
Der 1,67 m große Dieter Dörr gehört dem Schwimmverein Gelnhausen an. Auch nach seiner aktiven Laufbahn blieb er im Seniorenbereich und als Trainer dem Wasserspringen verbunden. Neben seiner aktiven sportlichen Laufbahn absolvierte er die Ausbildung zum Inspektor und war später in der Verwaltung der Stadt Bad Orb tätig. Dörr war viele Jahre Stadtverordneter in Gelnhausen und vertrat von 2003 bis 2014 die CDU in der hessischen Landessportkonferenz.